# Campionati africani di atletica leggera 2014 - Salto in lungo maschile
Il concorso del salto in lungo maschile ai Campionati africani di atletica leggera di Marrakech 2014 si è svolto il 10 e 11 agosto 2014 allo Stade de Marrakech in Marocco.
La gara è stata vinta dal sudafricano Zarck Visser, che ha preceduto i connazionali Godfrey Khotso Mokoena, argento, e Ruswahl Samaai, bronzo.

## Risultati

### Qualificazione
Regola di qualificazione: si qualificano in finale gli atleti che raggiungono la misura di 7,80 metri (Q) o i dodici migliori (q).
| Class | Gruppo | Atleta                 | Nazione        | #1    | #2   | #3   | Risultati | Note |
| ----- | ------ | ---------------------- | -------------- | ----- | ---- | ---- | --------- | ---- |
| 1     | A      | Zarck Visser           | Sudafrica      | 7.78  | 7.92 |      | 7.92      | Q    |
| 2     | B      | Godfrey Khotso Mokoena | Sudafrica      | 7.87  |      |      | 7.87      | Q    |
| 3     | B      | Ruswahl Samaai         | Sudafrica      | 7.71  | 7.86 |      | 7.86      | Q    |
| 4     | B      | Ndiss Kaba Badji       | Senegal        | 7.81  |      |      | 7.81      | Q    |
| 5     | B      | Tera Langat            | Kenya          | 7.43  | 7.40 | 7.74 | 7.74      | q    |
| 6     | B      | Larona Koosimile       | Botswana       | 7.69  | 7.49 | x    | 7.69      | q    |
| 7     | A      | Robert Martey          | Ghana          | 4.57  | 7.67 | –    | 7.67      | q    |
| 8     | A      | Hammed Suleiman        | Nigeria        | 7.64  | 7.60 | –    | 7.64      | q    |
| 9     | B      | Samson Idiata          | Nigeria        | 5.70  | 7.60 | x    | 7.57      | q    |
| 10    | B      | Abderrahim Zehouani    | Marocco        | 7.30  | x    | 7.46 | 7.46      | q    |
| 11    | A      | Elijah Kimitei         | Kenya          | 7.43  | 7.14 | 7.30 | 7.43      | q    |
| 12    | A      | Mamadou Chérif Dia     | Mali           | 7.17  | x    | 7.43 | 7.43      | q    |
| 13    | B      | Hicham Douiri          | Marocco        | 5.66  | 7.36 | 7.38 | 7.38      |      |
| 14    | A      | Abdelkrim Mlaab        | Marocco        | 7.38  | 6.99 | 7.22 | 7.38      |      |
| 15    | B      | Marouene Mansour       | Tunisia        | 7.07  | 7.27 | 7.31 | 7.31      |      |
| 16    | A      | Ojulu Lingo            | Etiopia        | 6.84  | 7.30 | 7.07 | 7.30      |      |
| 17    | A      | Armand Tsoaoule        | Camerun        | 7.29  | 7.20 | x    | 7.29      |      |
| 18    | A      | Ruri Rammokolodi       | Botswana       | 6.91w | x    | 7.25 | 7.25      |      |
| 19    | B      | Peggy Sita Kihoue      | Rep. del Congo | 6.80  | 7.04 | 7.15 | 7.15      |      |
| 20    | A      | Romeo N'tia            | Benin          | 6.37  | 6.64 | 6.86 | 6.86      |      |

### Finale
| Class   | Atleta                 | Nazione   | #1     | #2   | #3     | #4     | #5     | #6     | Risultati | Note |
| ------- | ---------------------- | --------- | ------ | ---- | ------ | ------ | ------ | ------ | --------- | ---- |
| Oro     | Zarck Visser           | Sudafrica | 8.04 w | x    | 8.00   | 8.08   | 7.75 w | 6.70 w | 8.08      |      |
| Argento | Godfrey Khotso Mokoena | Sudafrica | 7.95   | 8.02 | 7.97   | 7.88 w | 7.93   | 7.79   | 8.02      |      |
| Bronzo  | Ruswahl Samaai         | Sudafrica | 7.84 w | 7.41 | 7.39   | –      | –      | 6.14   | 7.84 w    |      |
| 4       | Robert Martey          | Ghana     | 7.48   | x    | 7.80 w | –      | x      | 7.77   | 7.80 w    |      |
| 5       | Samson Idiata          | Nigeria   | 7.68   | x    | x      | x      | 7.75   | 7.78   | 7.78      |      |
| 6       | Tera Langat            | Kenya     | x      | 7.61 | x      | 7.63   | 7.65   | x      | 7.65      |      |
| 7       | Elijah Kimitei         | Kenya     | 7.31   | 7.50 | 7.58 w | 7.63 w | 7.45 w | 7.41   | 7.63 w    |      |
| 8       | Ndiss Kaba Badji       | Senegal   | x      | 7.35 | 7.61 w | 7.39   | x      | x      | 7.61 w    |      |
| 9       | Hammed Suleiman        | Nigeria   | x      | 7.50 | 7.56   |        |        |        | 7.56      |      |
| 10      | Abderrahim Zehouani    | Marocco   | 7.50   | 7.44 | x      |        |        |        | 7.50      |      |
| 11      | Larona Koosimile       | Botswana  | x      | x    | 7.34 w |        |        |        | 7.34 w    |      |
| 12      | Mamadou Chérif Dia     | Mali      | x      | x    | 7.11   |        |        |        | 7.11      |      |